# Grupa gustowska

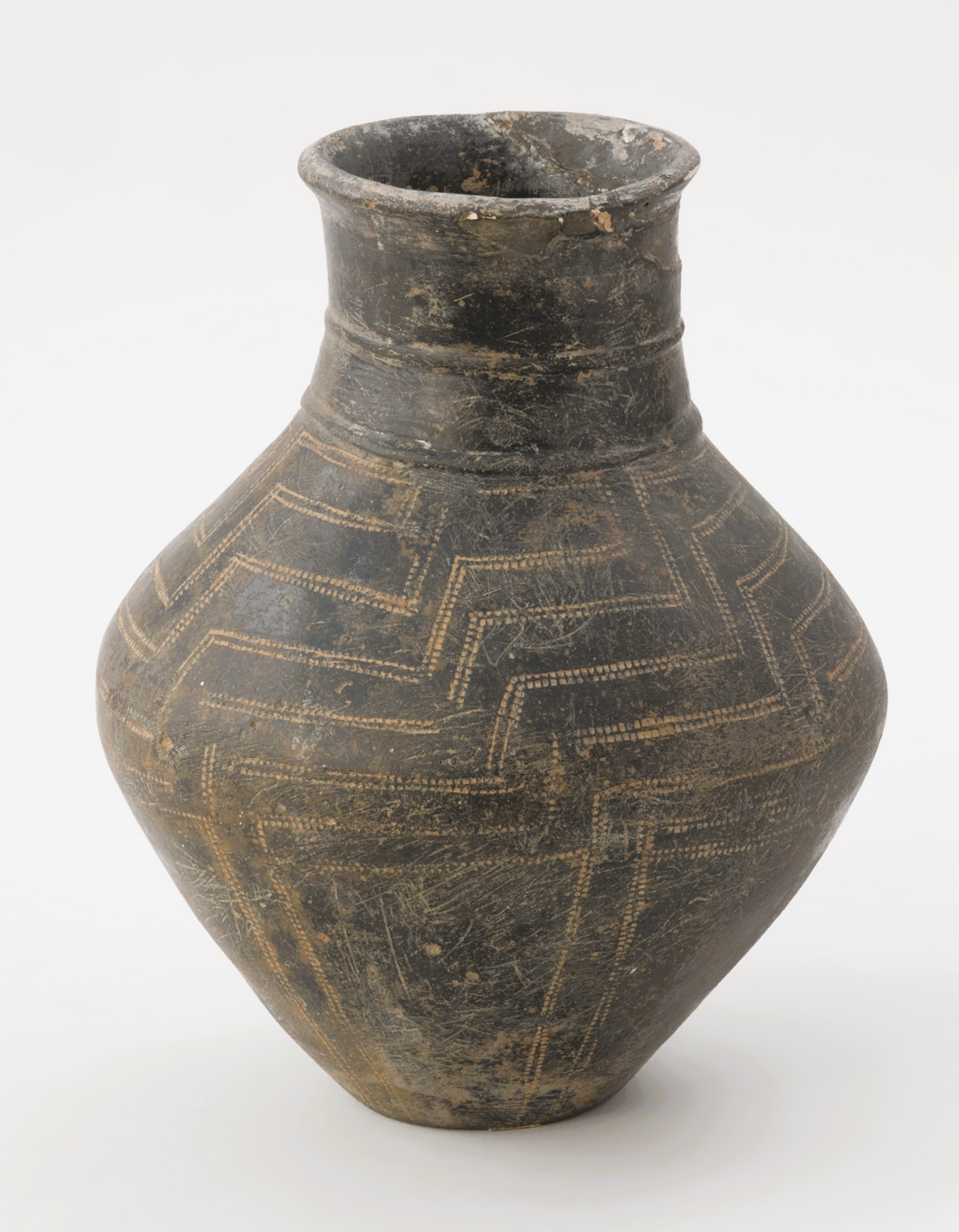
Naczynie odnalezione w okolicach Stargardu (I-II w.).

Grupa gustowska – kultury epoki żelaza, nad dolną Odrą. Nazwa tej kultury pochodzi od eponimicznego stanowiska Gustow na Rugii. W inwentarzu i tradycjach ludności grupy gustowskiej widoczne są wpływy kultury wielbarskiej, które wyrażają się w obrządku birytualnym, gdzie zmarłych chowano w kłodach i nie wyposażano ich w narzędzia. Sięgały tu również wpływy ludności nadłabskiego kręgu kulturowego – formy zapinek, formy naczyń zdobionych radełkiem.
Najbardziej znanym stanowiskiem jest cmentarzysko w Lubieszewie.